# Stołężyn
Stołężyn (prononciation : [stɔˈwɛ̃ʐɨn]) est un village polonais de la gmina de Wapno dans le powiat de Wągrowiec de la voïvodie de Grande-Pologne dans le centre-ouest de la Pologne.
Il se situe à environ 3 kilomètres au nord-ouest de Wapno (siège de la gmina), 23 kilomètres au nord-est de Wągrowiec (siège du powiat), et à 70 kilomètres au nord-est de Poznań (capitale de la Grande-Pologne).
Le village possédait une population de 590 habitants en 2006.

## Histoire
De 1975 à 1998, le village faisait partie du territoire de la voïvodie de Piła.

Depuis 1999, Stołężyn est situé dans la voïvodie de Grande-Pologne.